# Bantunding
Bantunding är en ort i Gambia. Den ligger i regionen Upper River, i den östra delen av landet, 270 km öster om huvudstaden Banjul. Antalet invånare var 1 359 vid folkräkningen 2013.